# ۱۹ ربیع‌الاول
۱۹ ربیع‌الاول، نوزدهمین روز از ماه ربیع‌الاول در تقویم هجری قمری است.
در تقویم هجری قمری قراردادی این روز هفتاد و هشتمین روز سال است.

## زادگان
- ۴۹۵ - طلائع بن رزیک،  وزیر فاطمی و شاعر عربی مصری.

## درگذشتگان
- ۲۳۳ - محمد بن عبدالملک زیات